# Suka Pindah (Tanjung Raja)
Suka Pindah is een bestuurslaag in het regentschap Ogan Ilir van de provincie Zuid-Sumatra, Indonesië. Suka Pindah telt 1087 inwoners (volkstelling 2010).